# World Series of Poker 2007

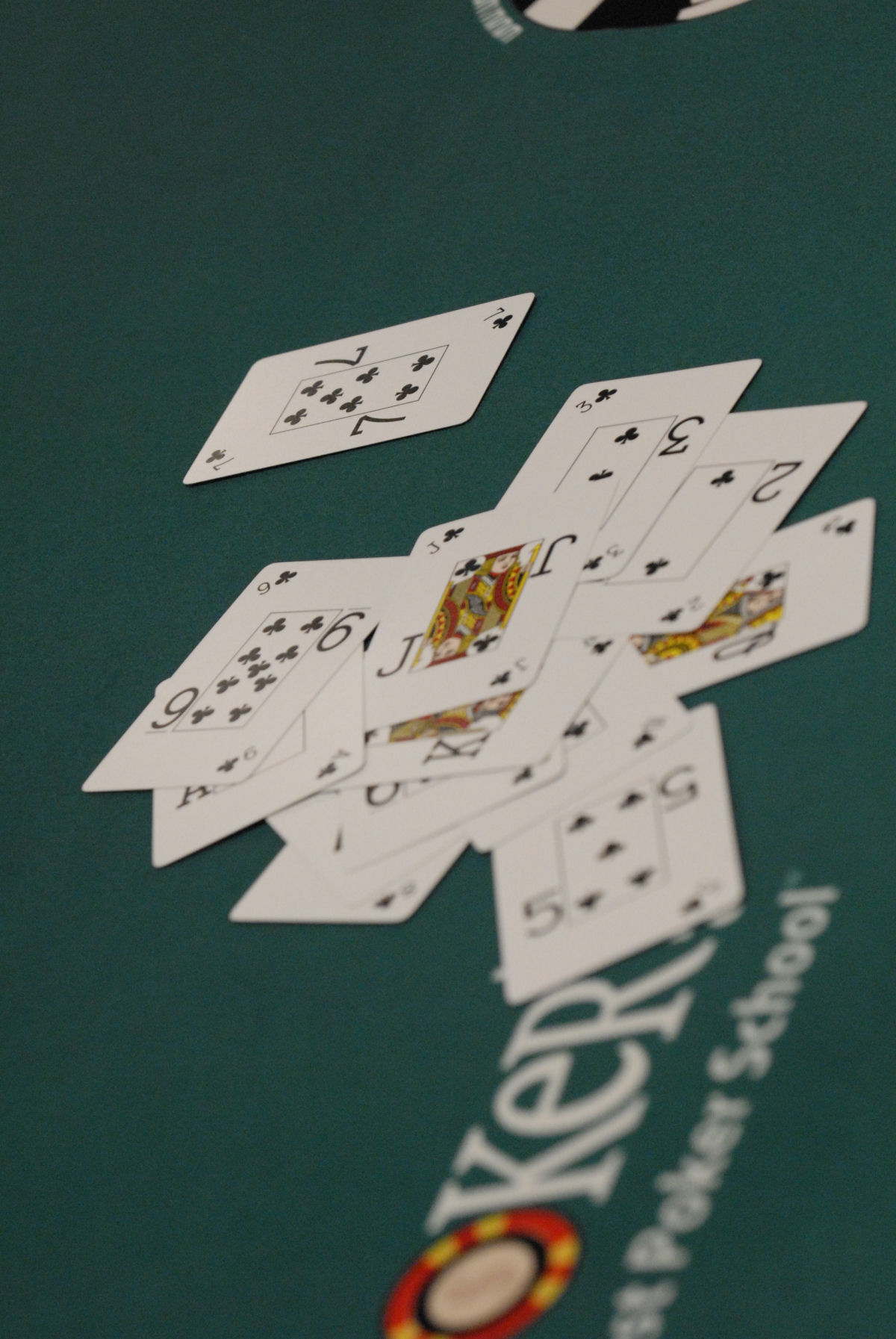
Cartes du WSOP 2007

Les World Series of Poker 2007 est l'édition des World Series of Poker qui se déroule en 2007.
Le tournoi a débuté le 1er juin pour se finir avec l'épreuve du 10 000 $ no-limit Texas hold'em le 17 juillet. Toutes les épreuves se tiennent au Rio All Suite Hotel and Casino de Las Vegas (Nevada, États-Unis).

## Épreuves
| Numéro | Tournoi                                                            | Vainqueur               | Prix        | Finaliste          |
| ------ | ------------------------------------------------------------------ | ----------------------- | ----------- | ------------------ |
| 1      | 5 000 $ World Championship Mixed Hold'em                           | Steve Billirakis        | 536 287 $   | Greg Mueller       |
| 2      | 500 $ Casino Employees No Limit Hold'em                            | Frederick Narciso       | 104 701 $   | Charles Fisher     |
| 3      | 1 500 $ No Limit Hold'em                                           | Ciaran O'Leary          | 727 012 $   | Paul Evans         |
| 4      | 1 500 $ Pot Limit Hold'em                                          | Mike Spegal             | 252 290 $   | Gavin Smith        |
| 5      | 2 500 $ Omaha/Seven Card Stud Hi/Lo 8 or Better                    | Tom Schneider           | 214 347 $   | Ed Tonnellier      |
| 6      | 1 500 $ Limit Hold'em                                              | Gary Styczynski         | 280 715 $   | Varouzhan Gumroyan |
| 7      | 5 000 $ Pot Limit Omaha w/Rebuys                                   | Burt Boutin             | 868 745 $   | Erik Cajelais      |
| 8      | 1 000 $ No Limit Hold'em w/Rebuys                                  | Michael Chu             | 585 744 $   | Tommy Vu           |
| 9      | 1 500 $ Omaha Hi/Lo Split 8 or Better                              | Alex Kravchenko         | 228 446 $   | Bryan Devonshire   |
| 10     | 2 000 $ No Limit Hold'em                                           | Will Durkee             | 566 916 $   | Todd Terry         |
| 11     | 5 000 $ World Championship Seven Card Stud                         | Chris Reslock           | 258 453 $   | Phil Ivey          |
| 12     | 1 500 $ No Limit Hold'em Short Handed                              | Jason Warner            | 481 698 $   | David Zeitlin      |
| 13     | 5 000 $ World Championship Pot Limit Hold'em                       | Allen Cunningham        | 487 287 $   | Jeffrey Lisandro   |
| 14     | 1 500 $ Seven Card Stud                                            | Michael Keiner          | 146 987 $   | Nesbitt Coburn     |
| 15     | 1 500 $ No Limit Hold'em                                           | Phil Hellmuth           | 637 254 $   | Andy Philachack    |
| 16     | 2 500 $ H.O.R.S.E.                                                 | James Richburg          | 239 503 $   | Walter Browne      |
| 17     | 1 000 $ World Championship Ladies No Limit Hold'em                 | Sally Boyer             | 262 077 $   | Anne Heft          |
| 18     | 5 000 $ World Championship Limit Hold'em                           | Saro Getzoyan           | 333 379 $   | Geoff Sanford      |
| 19     | 2 500 $ No Limit Hold'em                                           | Francois Safieddine     | 521 785 $   | John Phan          |
| 20     | 2 000 $ Seven Card Stud Hi/Lo 8 or Better                          | Ryan Hughes             | 176 358 $   | Min Lee            |
| 21     | 1 500 $ No Limit Hold'em Shootout                                  | Don Baruch              | 264 107 $   | Jared Davis        |
| 22     | 5 000 $ No Limit Hold'em                                           | James Mackey            | 730 740 $   | Stuart Fox         |
| 23     | 1 500 $ Pot Limit Omaha                                            | Scott Clements          | 194 206 $   | Eric Lynch         |
| 24     | 3 000 $ World Championship Seven Card Stud Hi/Lo Split 8 or Better | Eli Elezra              | 198 984 $   | Scotty Nguyen      |
| 25     | 2 000 $ No Limit Hold'em                                           | Ben Ponzio              | 599 467 $   | David Hewitt       |
| 26     | 5 000 $ H.O.R.S.E.                                                 | Ralph Schwartz          | 275 683 $   | Bill Gazes         |
| 27     | 1 500 $ No Limit Hold'em                                           | David Stucke            | 603 069 $   | Young Cho          |
| 28     | 3 000 $ No Limit Hold'em                                           | Shankar Pillai          | 527 829 $   | Beth Shak          |
| 29     | 1 500 $ Seven Card Razz                                            | Katja Thater            | 132 653 $   | Larry St. Jean     |
| 30     | 2 500 $ No Limit Hold'em Short Handed                              | Hoyt Corkins            | 515 065 $   | Terrence Chan      |
| 31     | 5 000 $ World Championship Heads Up No Limit Hold'em               | Dan Schreiber           | 425 594 $   | Mark Muchnik       |
| 32     | 2 000 $ Seven Card Stud                                            | Jeffrey Lisandro        | 118 426 $   | Nick Frangos       |
| 33     | 1 500 $ Pot Limit Omaha w/Rebuys                                   | Alan Smurfit            | 464 867 $   | Qushqar Morad      |
| 34     | 3 000 $ Limit Hold'em                                              | Alexander Borteh        | 225 483 $   | Brandon Wong       |
| 35     | 1 500 $ No Limit Hold'em                                           | Ryan Young              | 615 955 $   | Dustin Dirksen     |
| 36     | 5 000 $ World Championship Omaha Hi/Lo Split 8 or Better           | John Guth               | 363 216 $   | Robert Stevanovski |
| 37     | 2 000 $ Pot Limit Hold'em                                          | Greg Hopkins            | 269 274 $   | Jason Newburger    |
| 38     | 1 500 $ No Limit Hold'em                                           | Robert Cheung           | 673 628 $   | Richard Murnick    |
| 39     | 50 000 $ World Championship H.O.R.S.E.                             | Freddy Deeb             | 2 276 832 $ | Bruno Fitoussi     |
| 40     | 1 500 $ Mixed Hold'em                                              | Fred Goldberg           | 204 935 $   | Rene Mouritsen     |
| 41     | 1 000 $ World Championship Seniors No Limit Hold'em                | Ernest Bennett          | 348 423 $   | Tony Korfman       |
| 42     | 1 500 $ Pot Limit Omaha Hi/Lo Split 8 or Better                    | Lukasz Dumanski         | 227 454 $   | David Bach         |
| 43     | 2 000 $ Limit Hold'em                                              | Saif Ahmad              | 217 329 $   | William Jensen     |
| 44     | 2 000 $ Omaha Hi/Lo Split                                          | Frankie O'Dell          | 240 057 $   | Thang Luu          |
| 45     | 5 000 $ No Limit Hold'em Short Handed                              | Bill Edler              | 904 672 $   | Alex Bolotin       |
| 46     | 1 000 $ Seven Card Stud Hi/Lo 8 or Better                          | Tom Schneider           | 147 713 $   | Hoyt Verner        |
| 47     | 2 000 $ No Limit Hold'em                                           | Blair Rodman            | 707 898 $   | Amato Galasso      |
| 48     | 1 000 $ Limit 2-7 Triple Draw Lowball w/Rebuys                     | Rafi Amit               | 227 005 $   | Lenny Martin       |
| 49     | 1 500 $ No Limit Hold'em                                           | Chandrasekhar Billavara | 722 914 $   | Taylor Douglas     |
| 50     | 10 000 $ World Championship Pot Limit Omaha                        | Robert Mizrachi         | 768 889 $   | Rene Mouritsen     |
| 51     | 1 000 $ S.H.O.E.                                                   | Dao Bac                 | 157 975 $   | Adam Geyer         |
| 52     | 1 000 $ No-Limit Hold'em w/Rebuys                                  | Michael Graves          | 742 121 $   | Theo Tran          |
| 53     | 1 500 $ Limit Hold'em Shootout                                     | Ram Vaswani             | 217 438 $   | Andy Ward          |
| 54     | 5 000 $ World Championship 2-7 Draw Lowball w/Rebuys               | Erik Seidel             | 538 835 $   | Chad Brown         |
| 55     | 10 000 $ World Championship No Limit Hold'em Main Event            | Jerry Yang              | 8 250 000 $ | Tuan Lam           |

## Main Event

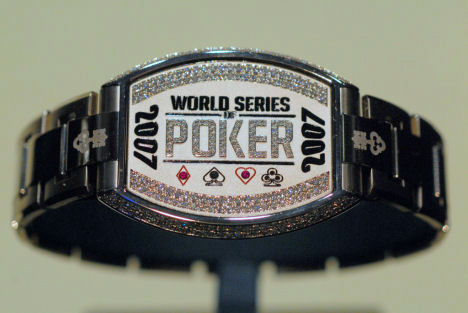
Bracelet des WSOP 2007

| Place | Joueur          | Prix        |
| ----- | --------------- | ----------- |
| 1     | Jerry Yang      | 8 250 000 $ |
| 2     | Tuan Lam        | 4 840 981 $ |
| 3     | Raymond Rahme   | 3 048 025 $ |
| 4     | Alex Kravchenko | 1 852 721 $ |
| 5     | Jon Kalmar      | 1 255 069 $ |
| 6     | Hevad Khan      | 956 243 $   |
| 7     | Lee Childs      | 705 229 $   |
| 8     | Lee Watkinson   | 585 699 $   |
| 9     | Philip Hilm     | 525 934 $   |